# Austrocroce attenuata
Austrocroce attenuata är en insektsart som först beskrevs av Walter Wilson Froggatt 1905.  Austrocroce attenuata ingår i släktet Austrocroce och familjen Nemopteridae. Inga underarter finns listade i Catalogue of Life.